# 丰都鬼城

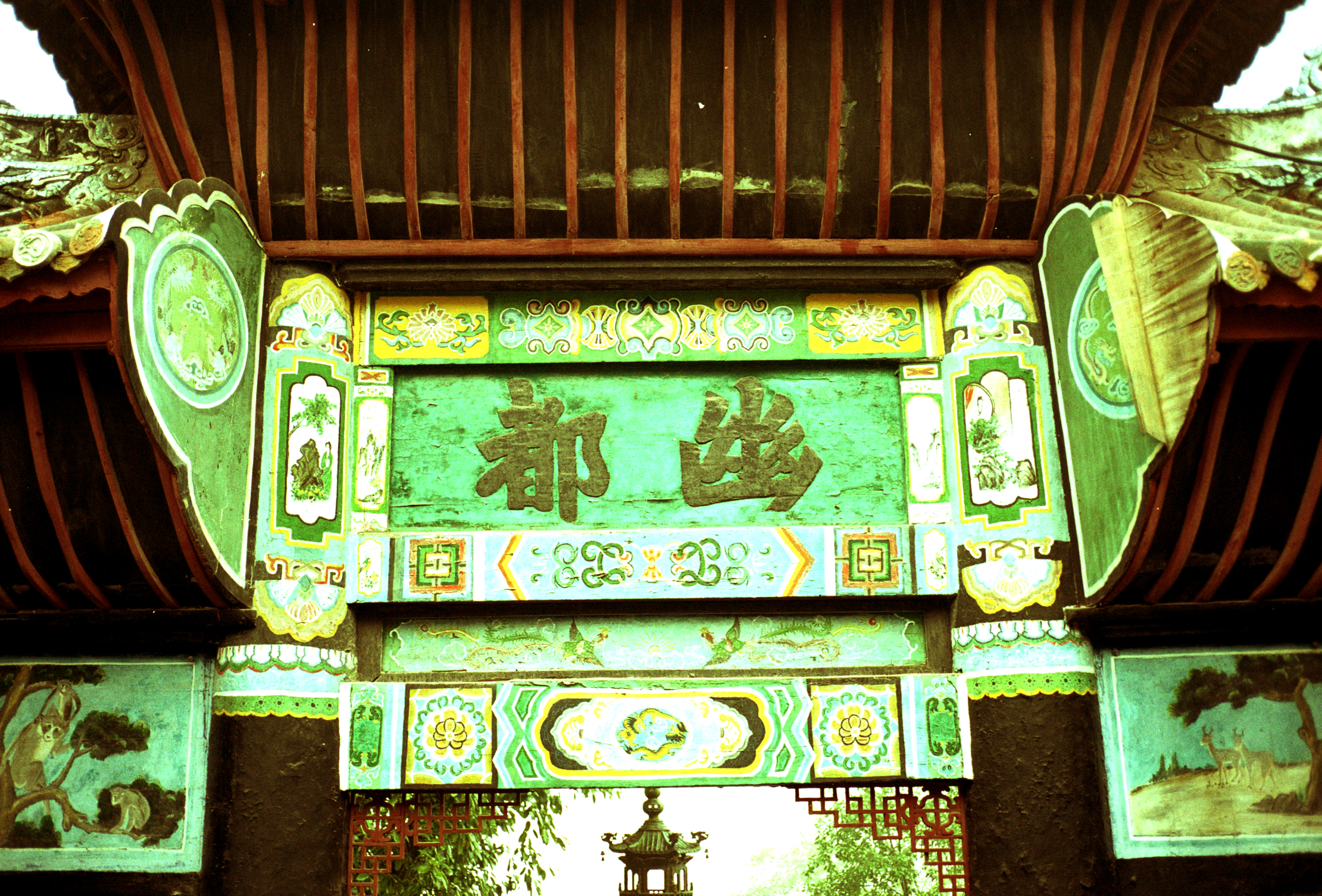
幽都

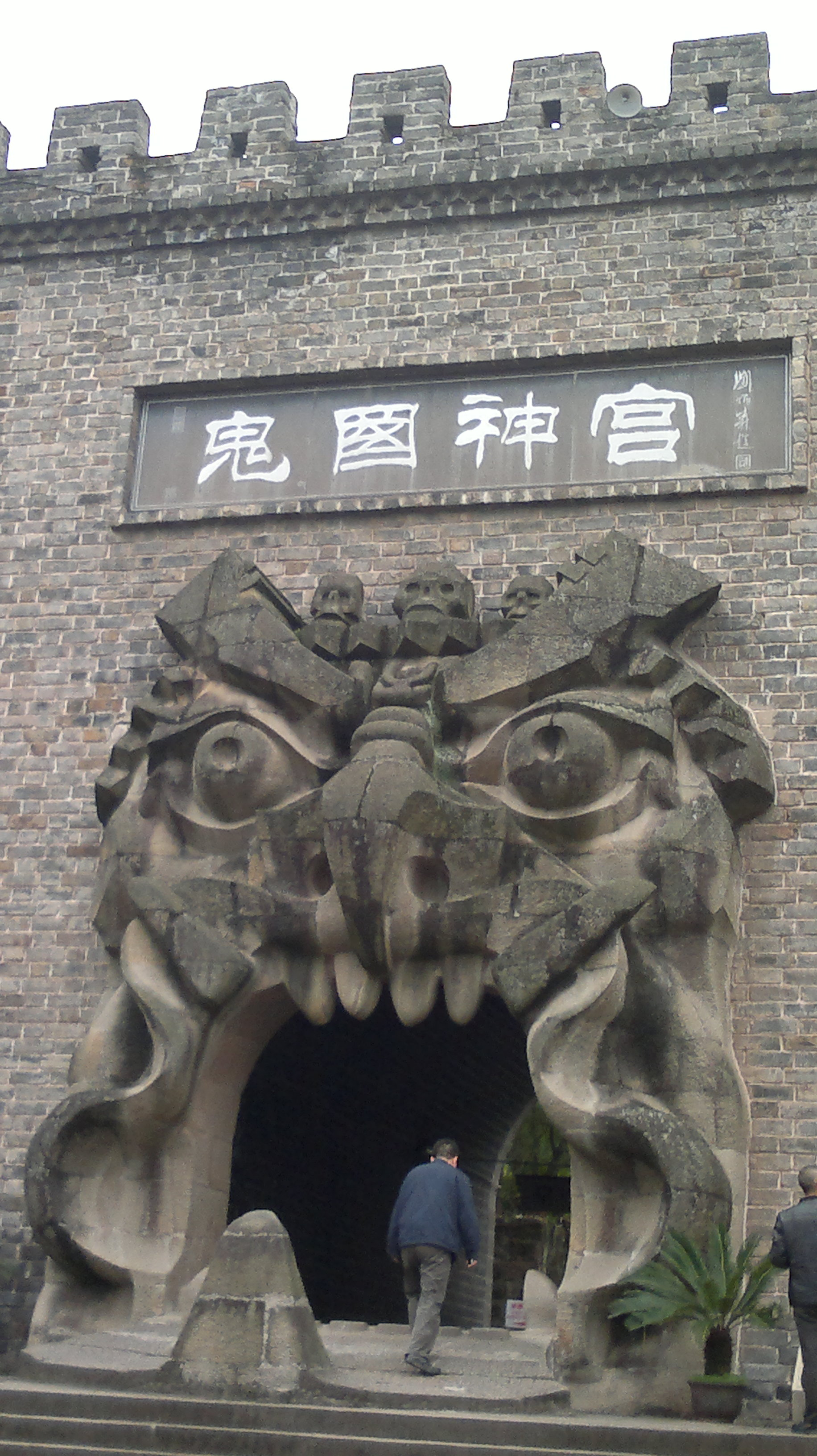
鬼國神宮

丰都鬼城，旧名酆都鬼城，位于重庆市下游丰都县的长江北岸，是长江游轮旅客的观光胜地。又称为“幽都”、“中国神曲之乡”，相傳是酆都大帝與十殿閻君管理諸鬼之所。

## 历史
鬼城以各种地府的建筑和造型而著名。鬼城内有哼哈祠、天子殿、枉死城、奈何桥、黄泉路、望乡台、药王殿等多座表现阴间的建筑。

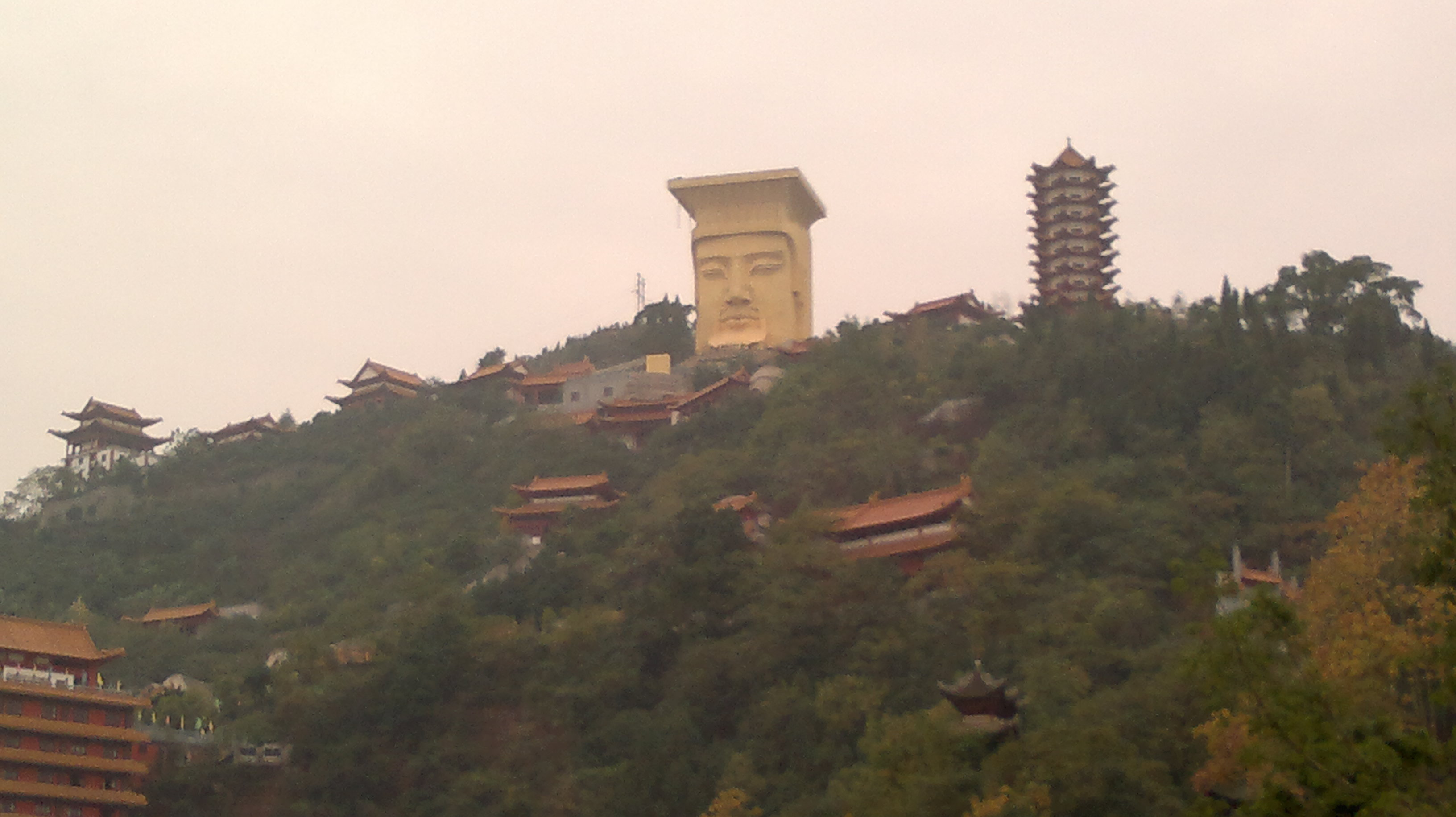
山頂閻王頭像遊客中心
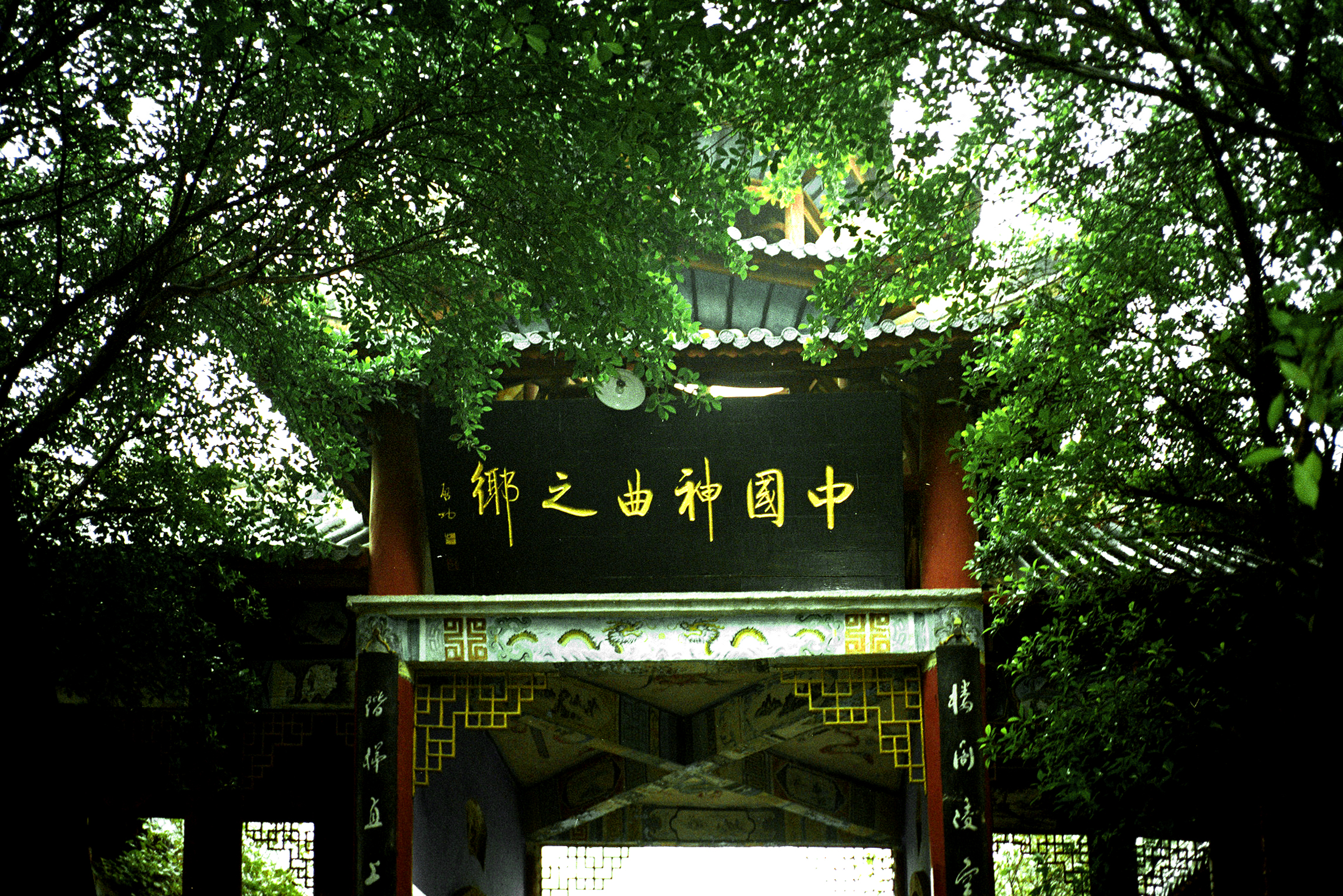
中国神曲之乡牌樓
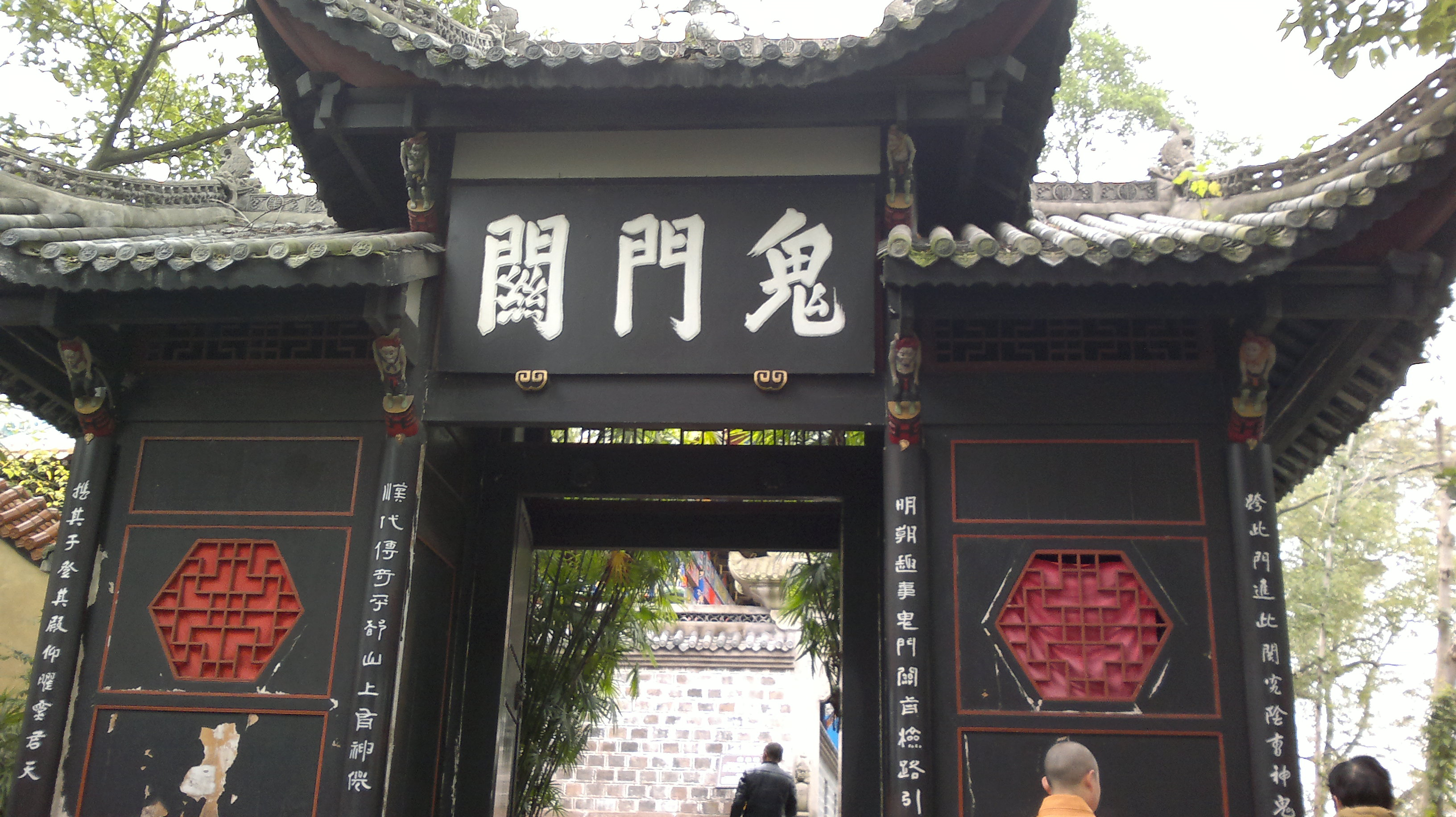
鬼門關
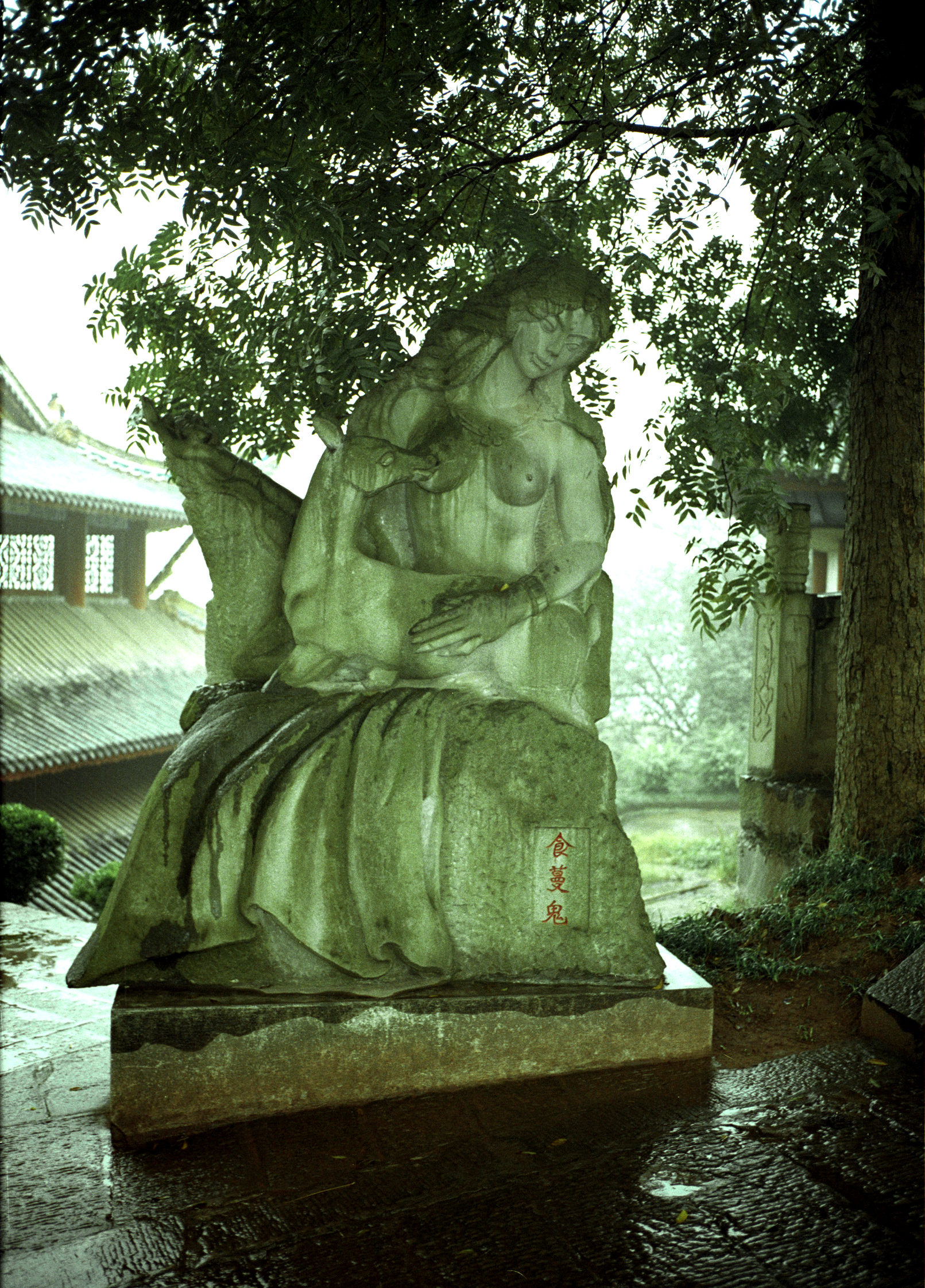
食蔓鬼
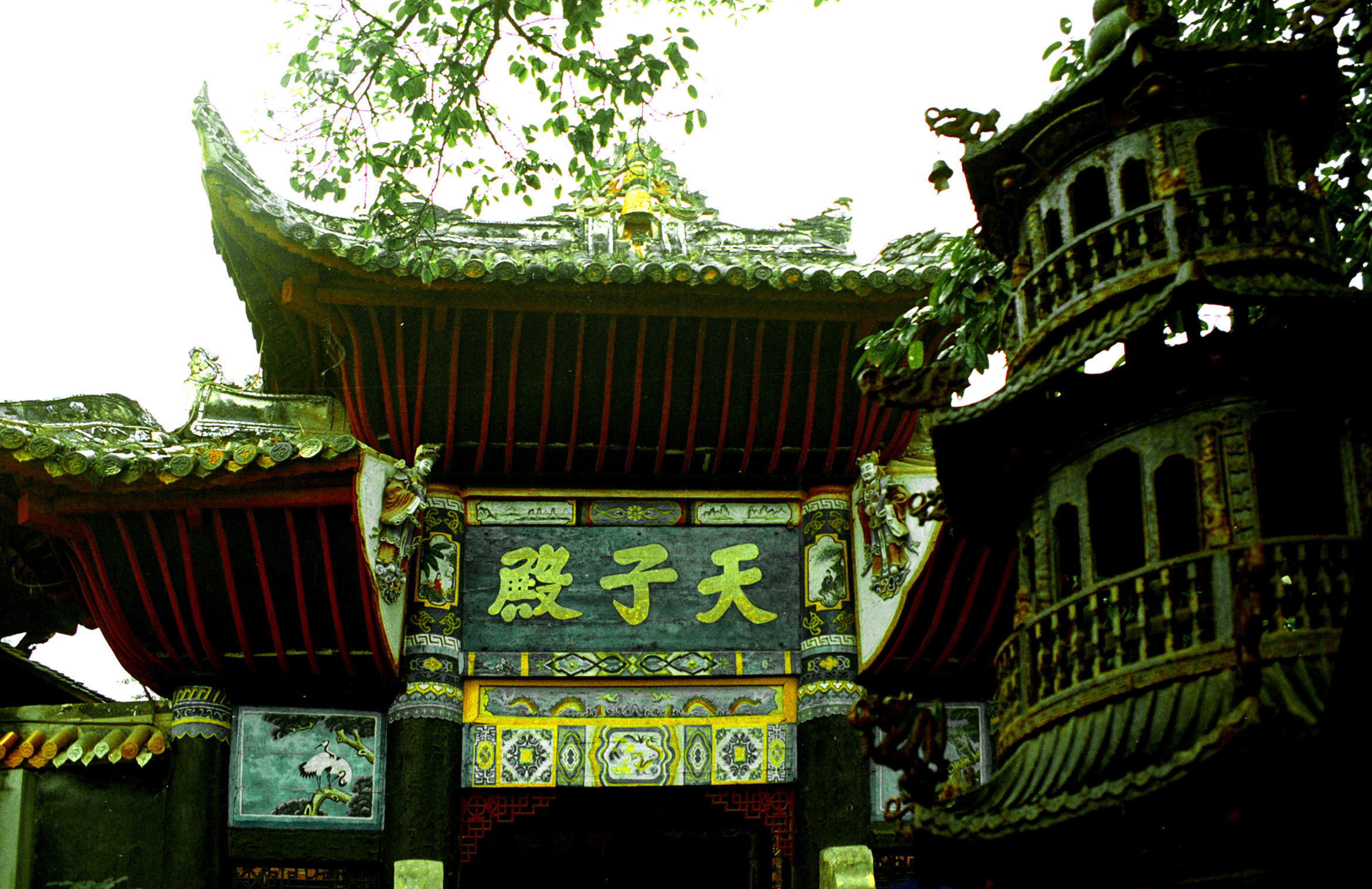
天子殿
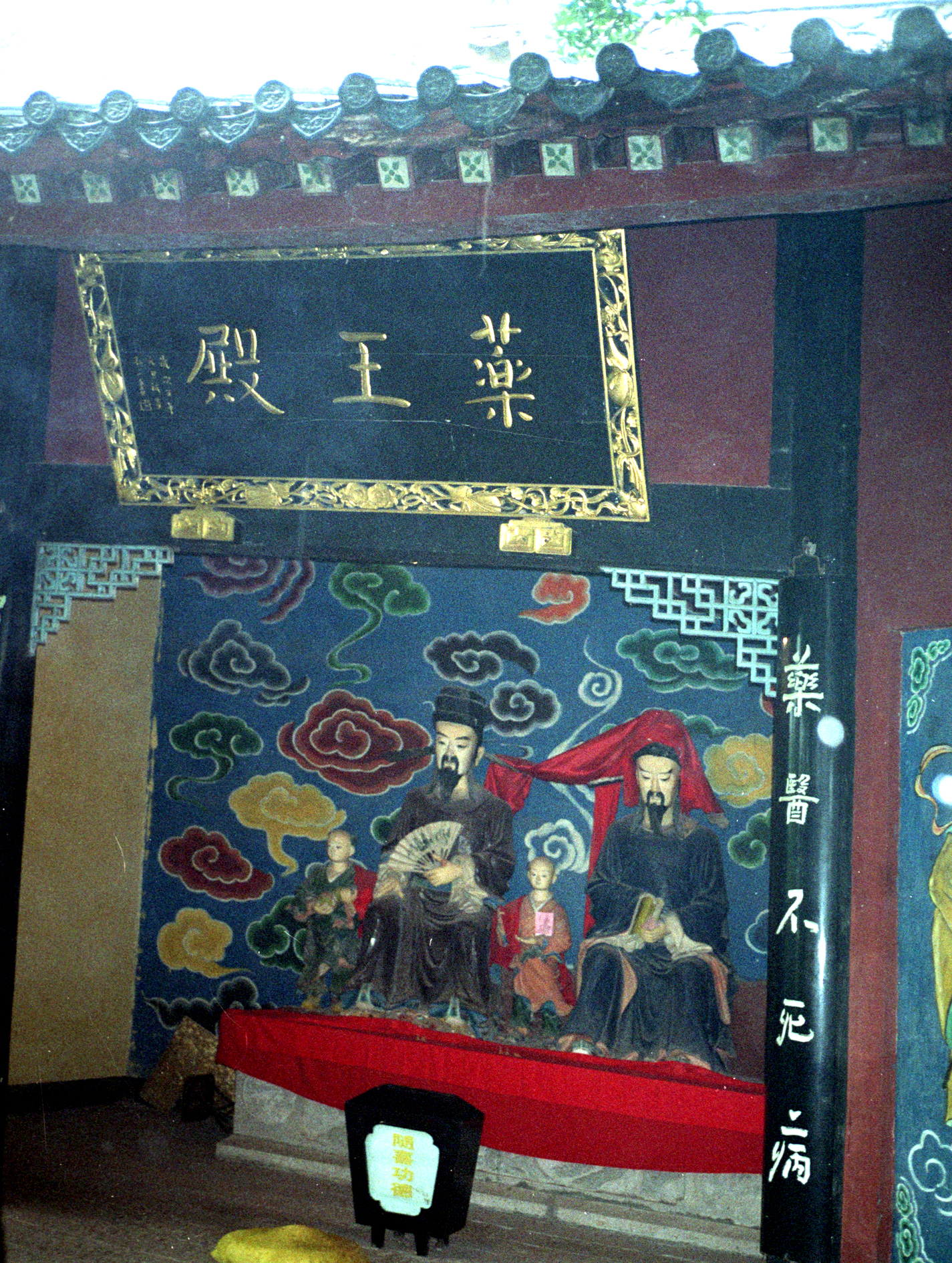
药王殿
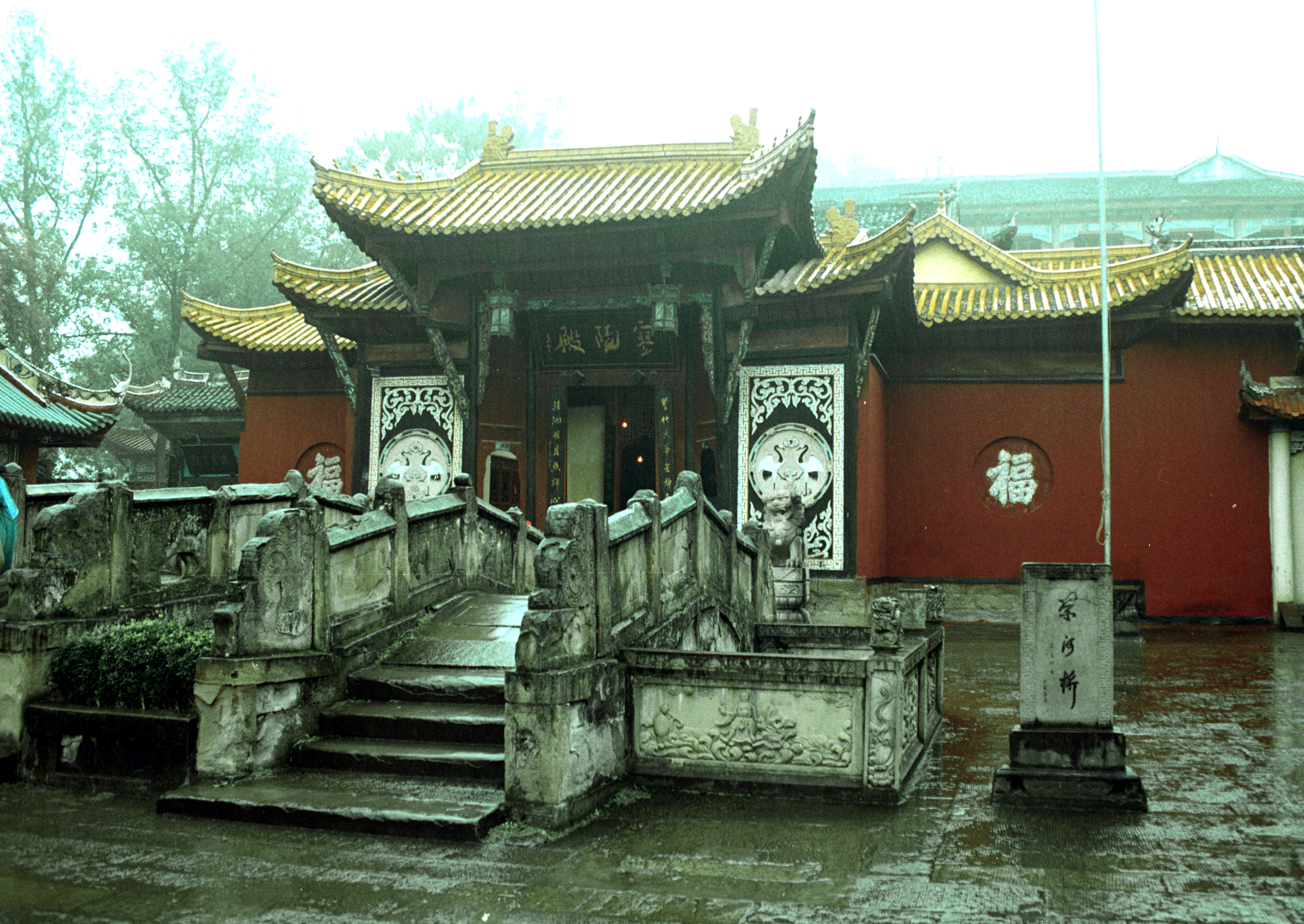
奈何桥
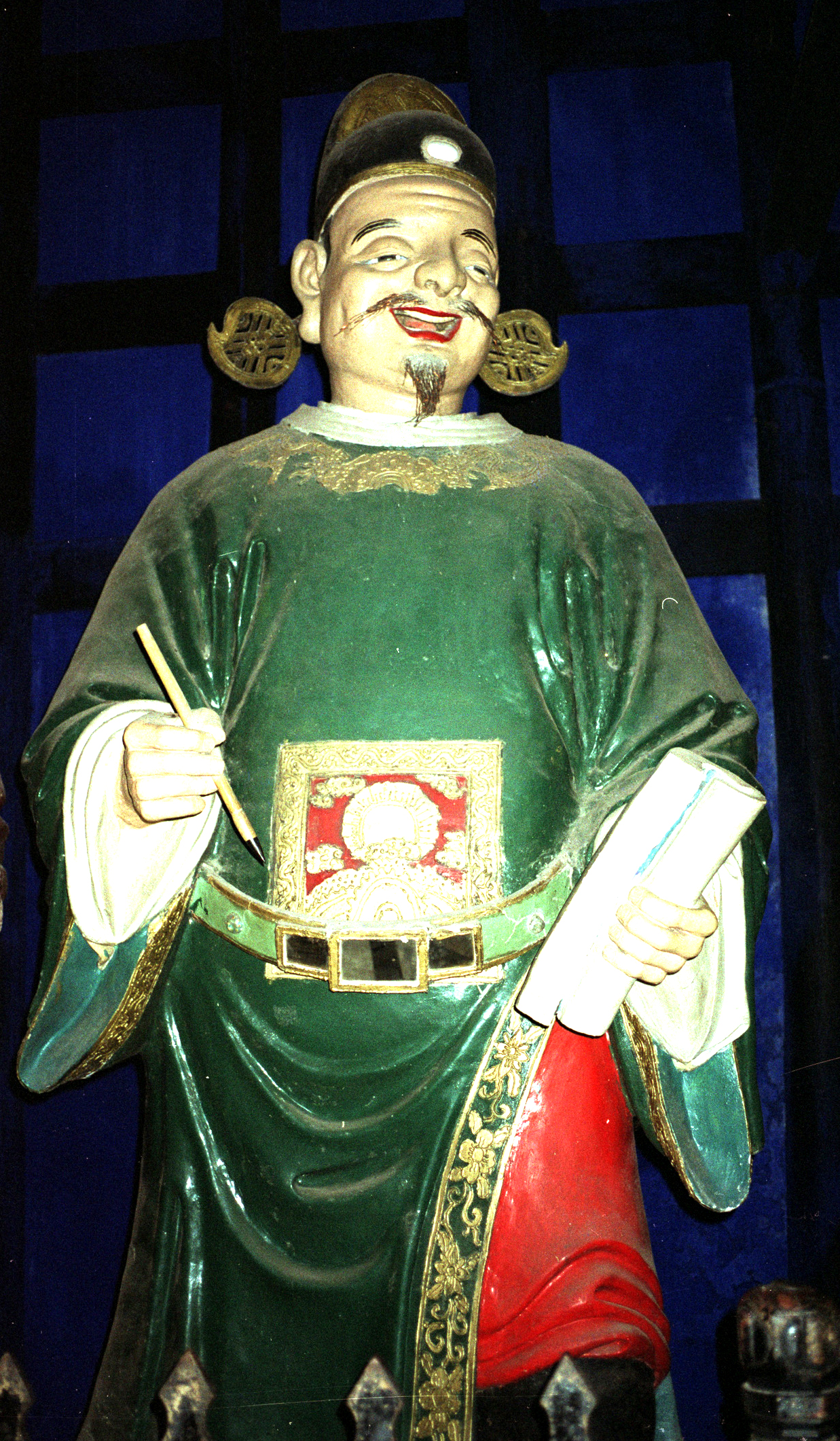
阴曹地府判官
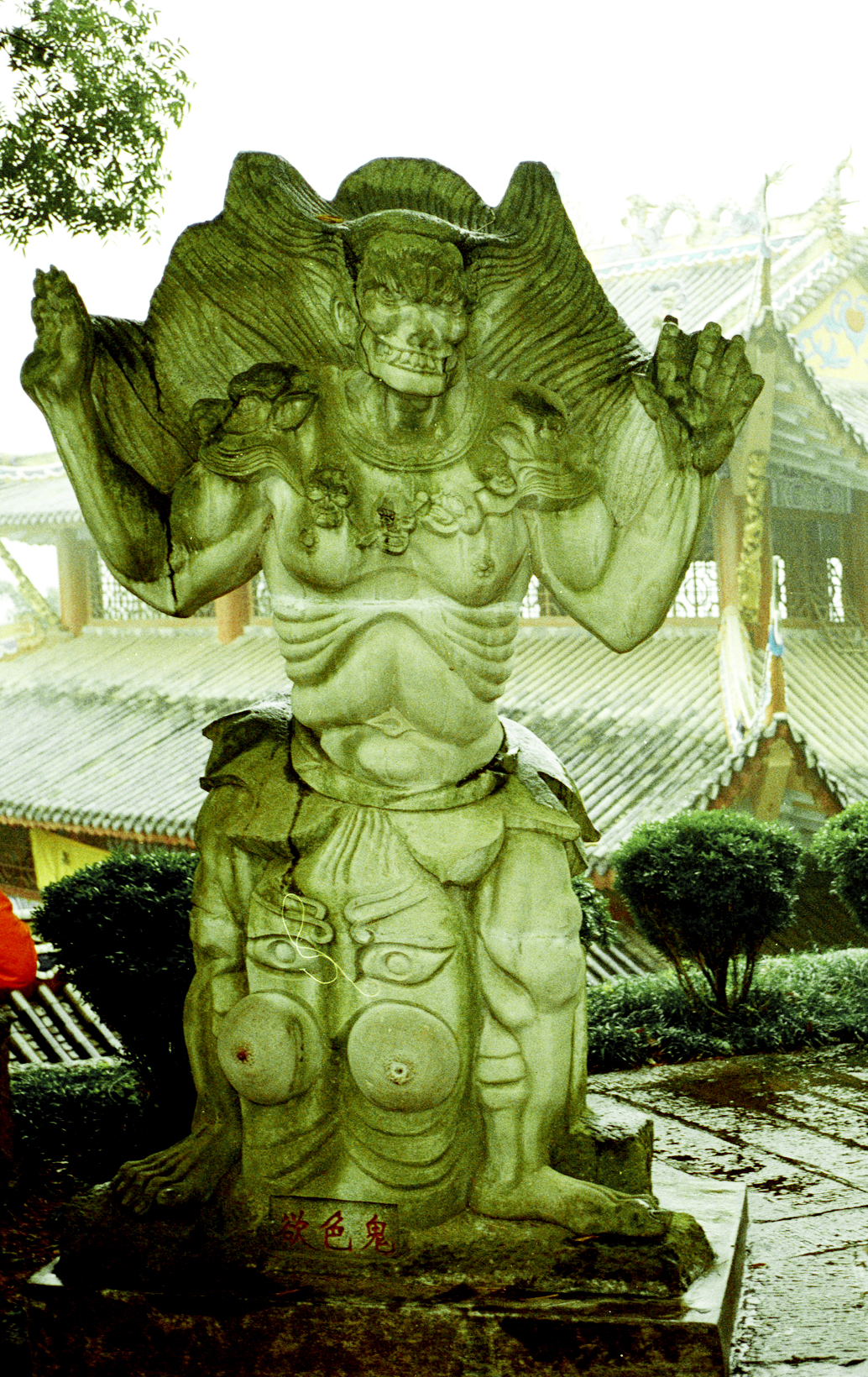
欲色鬼
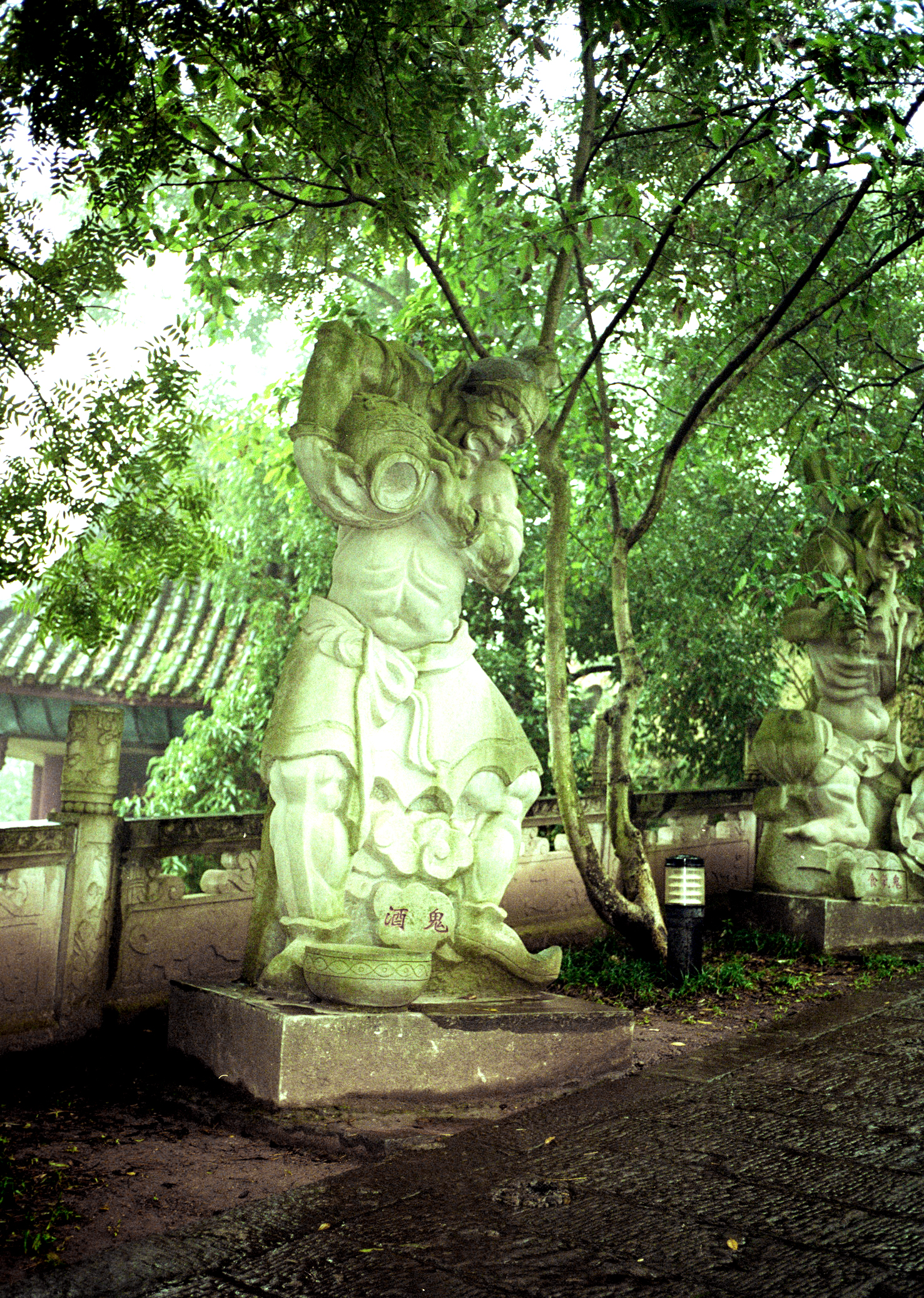
酒鬼
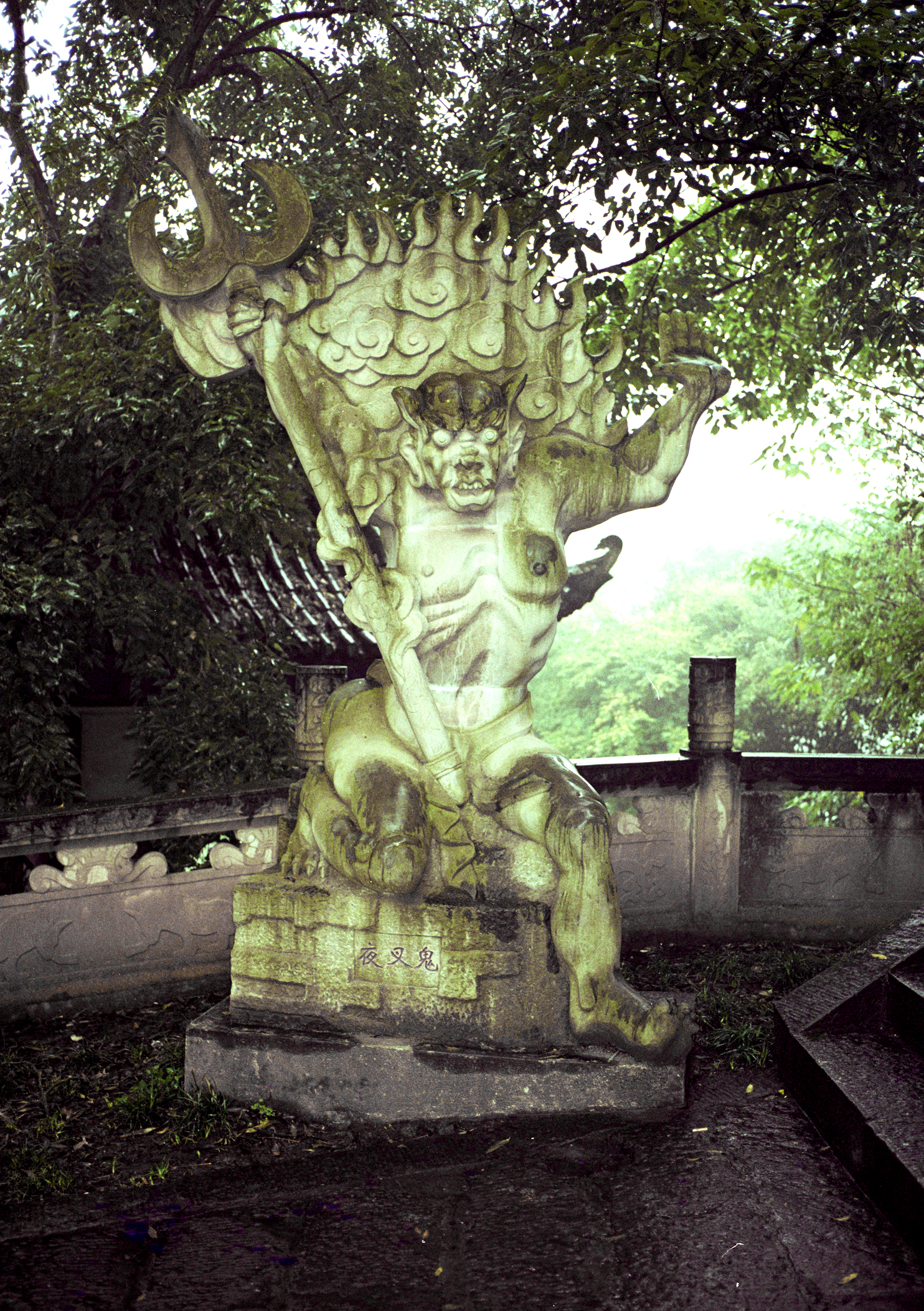
夜叉鬼
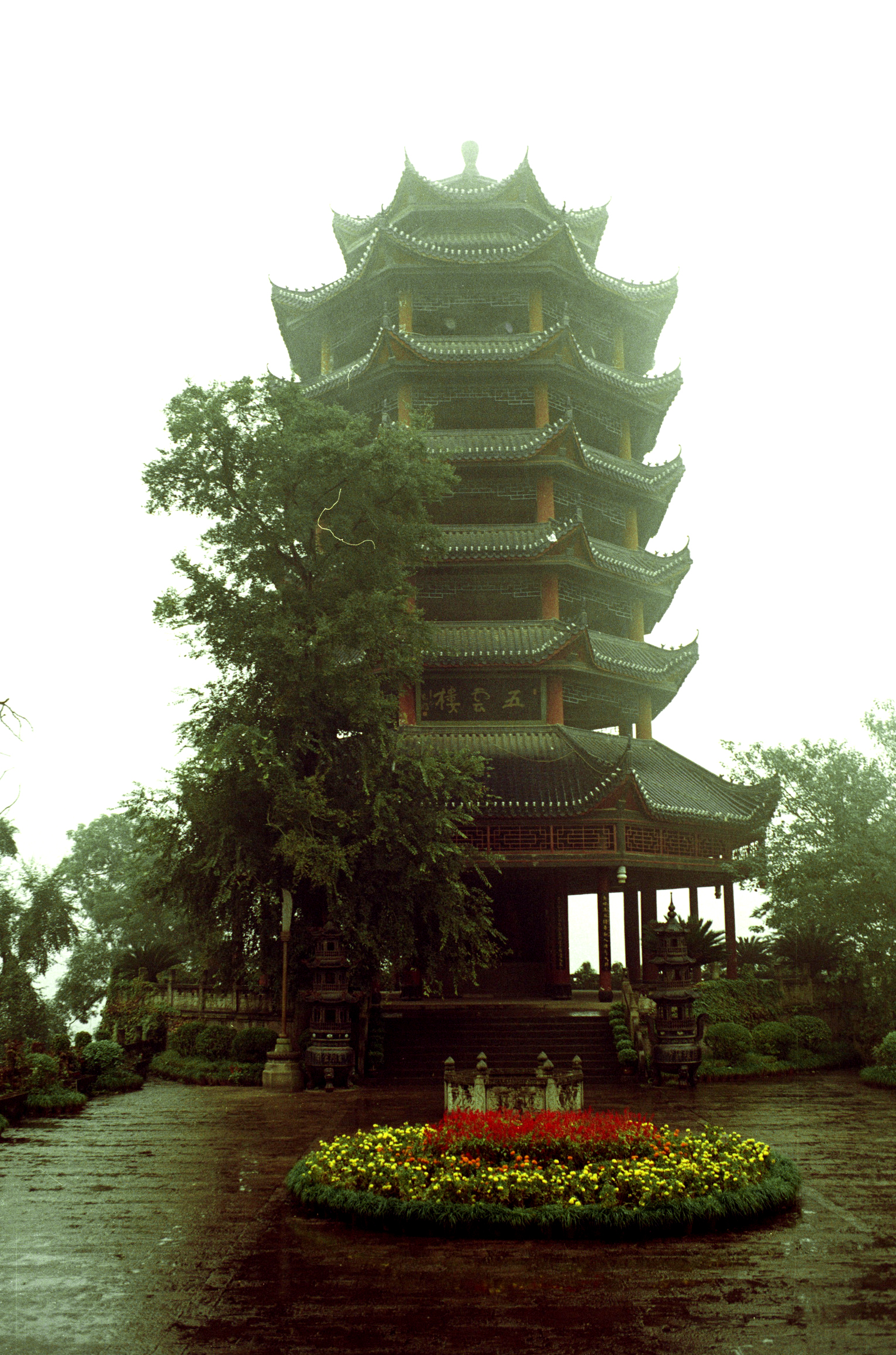
望乡台

## 註腳
- 吕鹏志：〈酆都山真形图新探（页面存档备份，存于）〉。